# Rudersberg
Rudersberg är en kommun och ort i Rems-Murr-Kreis i regionen Stuttgart i Regierungsbezirk Stuttgart i förbundslandet Baden-Württemberg i Tyskland.  Rudersberg, som för första gången omnämns i ett dokument från år 1245, har cirka 11 000 invånare.

## Stadsdelar
- Asperglen
- Rudersberg
- Schlechtbach
- Steinenberg